# Basilique Saint-Vincent de Metz
Pour les articles homonymes, voir Basilique Saint-Vincent.
La basilique Saint-Vincent de Metz est un édifice religieux construit à Metz en tant qu'abbatiale à partir de 1248 par l'abbé Warin pour le culte catholique, consacré en 1376 par l'évêque de Metz Thierry V Bayer de Boppard. Classé monument historique en 1930 et érigé en basilique mineure en 1933, il fut désacralisé en 2012.

## Contexte historique
Les XIIIe et XIVe siècles constituent l'une des périodes les plus prospères dans l'histoire de Metz, qui compte alors près de 30 000 habitants soit la plus grande concentration urbaine de Lorraine. Ses foires sont très fréquentées et sa monnaie, la première de la région jusqu'en 1300, est acceptée dans toute l'Europe.[réf. non conforme] L'édifice actuel est le dernier vestige médiéval de l'abbaye Saint-Vincent de Metz, laquelle a été reconstruite aux XVIIe et XVIIIe siècles. Il fut construit en même temps que la cathédrale de Metz, alors que la cité s'appropriait les droits d'une « ville libre » du Saint-Empire romain germanique, en se libérant du pouvoir de l'Évêché.

## Construction et aménagements
Si l'histoire de la basilique se confond avec l'histoire de l'abbaye Saint-Vincent de Metz, sa construction débute en 1248. Fort de la richesse procurée par les revenus de son abbaye, l'abbé Watrin décide en effet de reconstruire l'ancienne église ottonienne à cette date. Les travaux durent seulement quatre ans, preuve de la bonne santé financière du maître d'ouvrage. L'édifice est construit dans un style gothique pur, caractéristique du gothique rayonnant du XIIIe siècle. Fortement influencée par le style de la Cathédrale Saint-Étienne de Toul, Les formes sont élancées, les arcades brisés étroites, les voûtes hautes et les transepts y sont largement vitrés. Son plan, ressemble à celui de la Cathédrale Saint-Étienne de Metz, reprenant notamment son chevet à deux tours, dit lorrain, et les chapelles du transept.
C'est dans cet édifice gothique, qu'en 1356, l'abbé Baudoche remet une relique de sainte Lucie de Syracuse à l'empereur du Saint-Empire Charles IV venu à Metz publier la Bulle d'or définissant notamment les modalités de l'élection au trône impérial. L'évêque de Metz Thierry V Bayer de Boppard consacre la basilique vingt ans plus tard.
Le destin de l'édifice gothique bascule en 1752, lorsque la grosse tour centrale brûle et s'effondre avec les cloches sur les deux premières travée de la nef gothique. C'est l'occasion pour les religieux de refaire la façade au goût du jour, dans un style classique proche de celui de Saint-Gervais de Paris. Le reste de l'édifice n'est pas remanié. L'élévation de façade voit se succéder classiquement un premier niveau d'ordre dorique, un second d'ordre ionique et un dernier niveau d'ordre corinthien. Les deux bas-reliefs représentant le supplice de saint Vincent de Saragosse et le martyre de sainte Lucie ont été sculptés en 1900 pendant la période allemande.

## Affectations successives
En 1791, l'église devient église paroissiale, peu avant de devenir un temple de la Raison et un dépôt militaire. En 1804, le culte catholique y est rétabli. Il faut attendre 1933 pour que le pape Pie XI accorde officiellement le titre de basilique mineure à l'ancienne abbatiale. L'église est désaffectée dans les années 1980. L'abbatiale, propriété de la commune, n'est plus vouée au culte depuis la fin des années 1980. Elle est ouverte au public du mardi au samedi de 14 h à 18 h d'avril à la Toussaint. D'importants travaux ont été réalisés par la ville de Metz depuis près de 30 ans sur les couvertures, la façade et le chevet.
L'édifice fut officiellement désacralisé en 2012.

## Patrimonialité
Classé monument historique en 1930.

## Galerie de photos

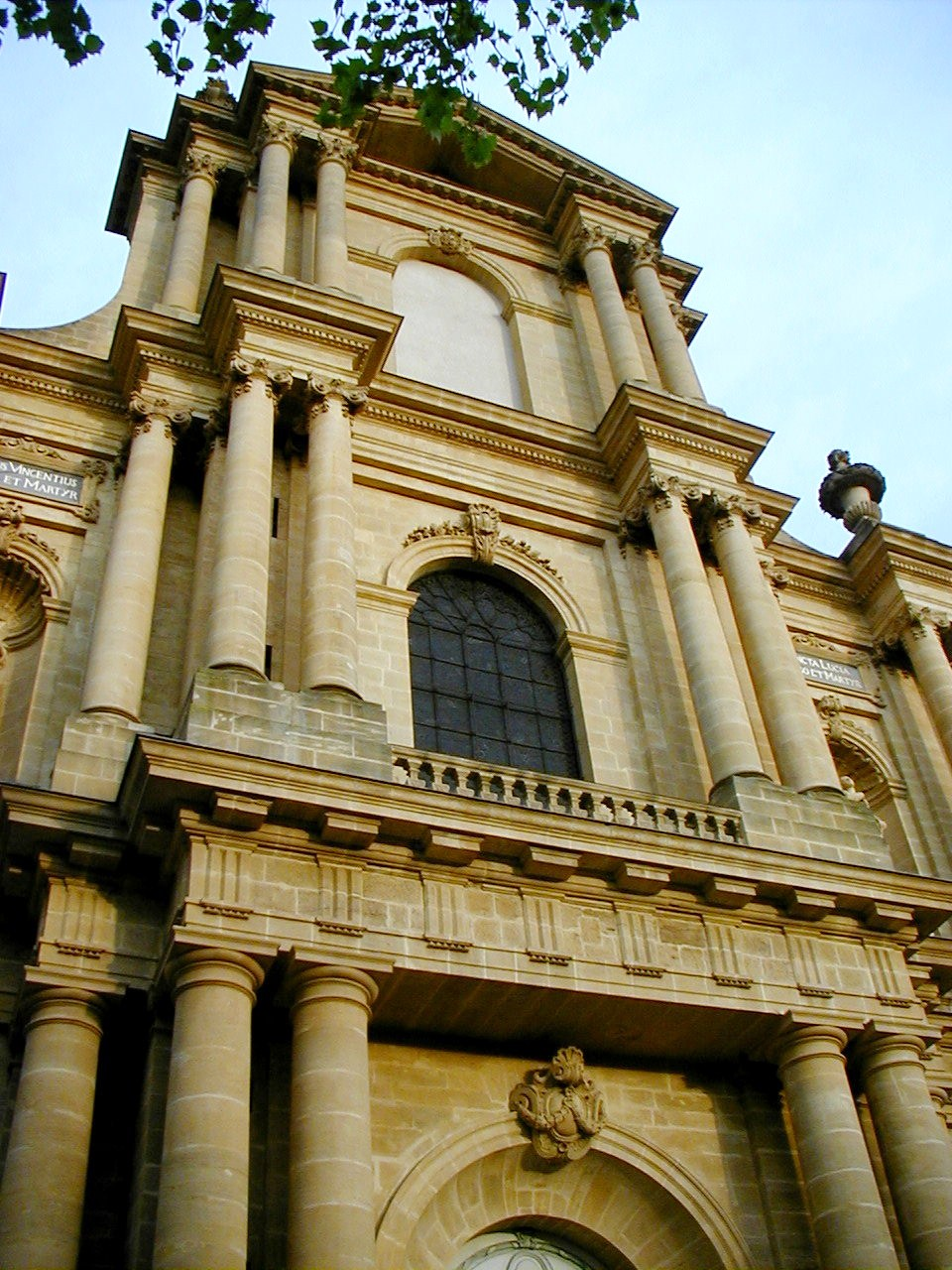
Élévation de la façade classique.
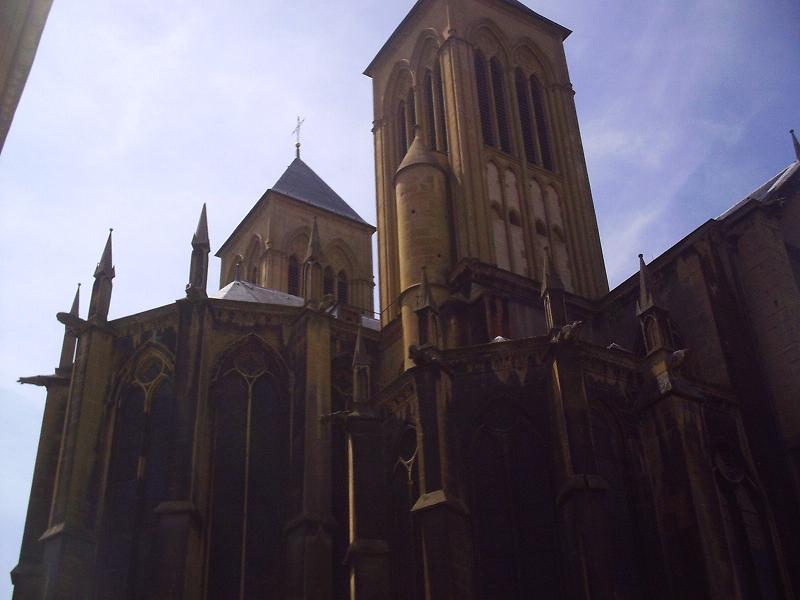
Chevet de la basilique gothique.
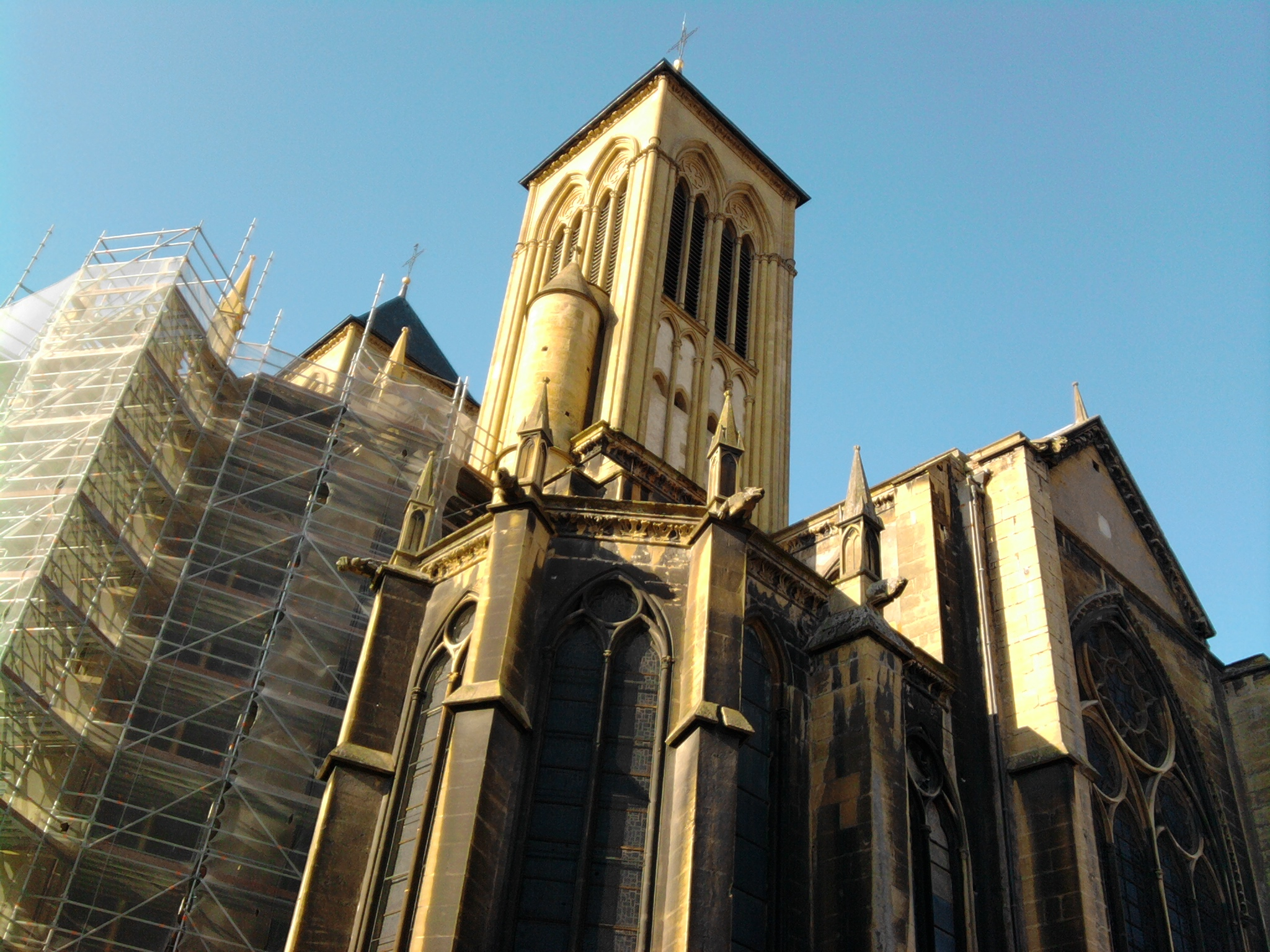
Chevet en réfection.
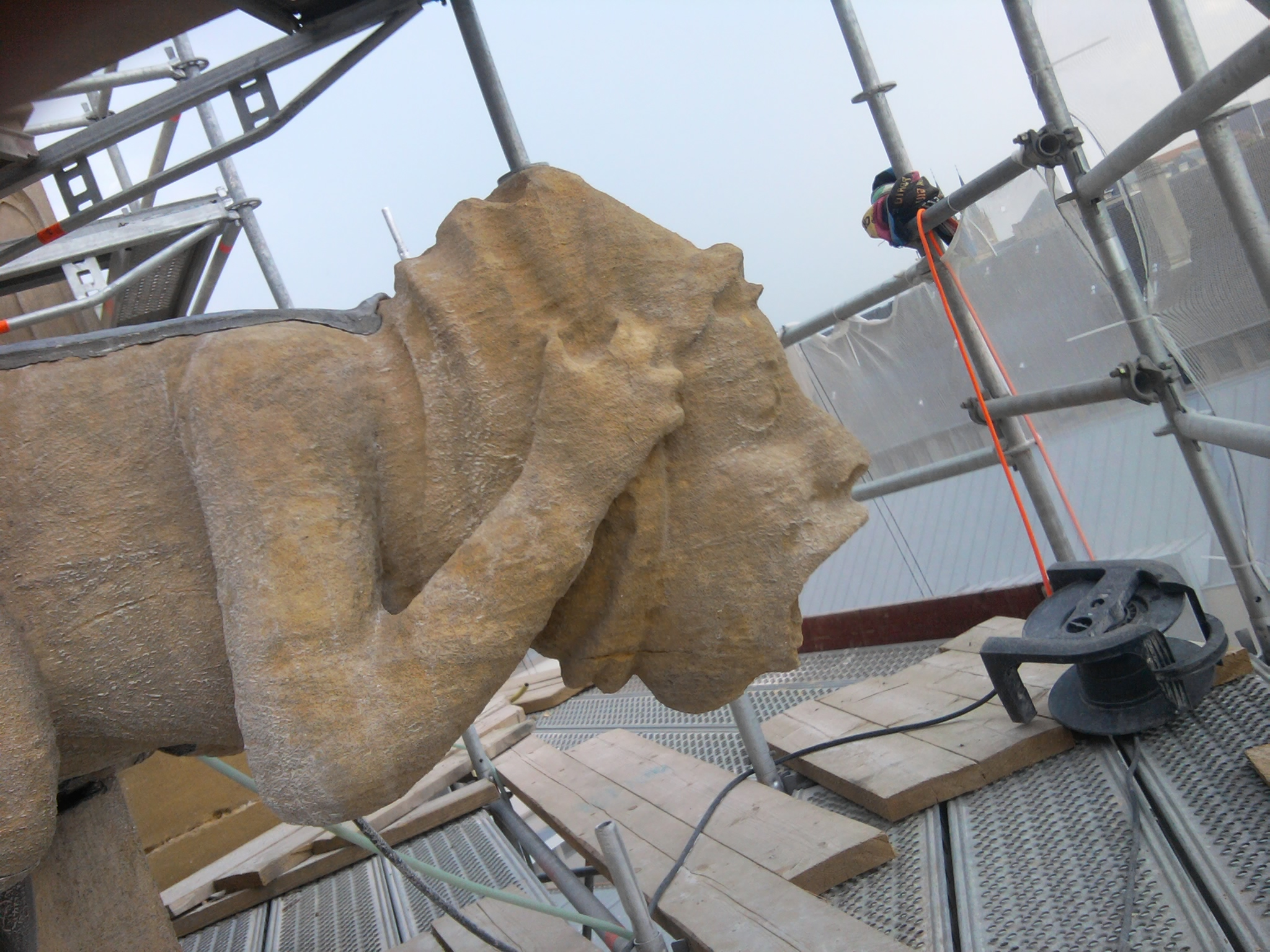
Gargouille figurée.
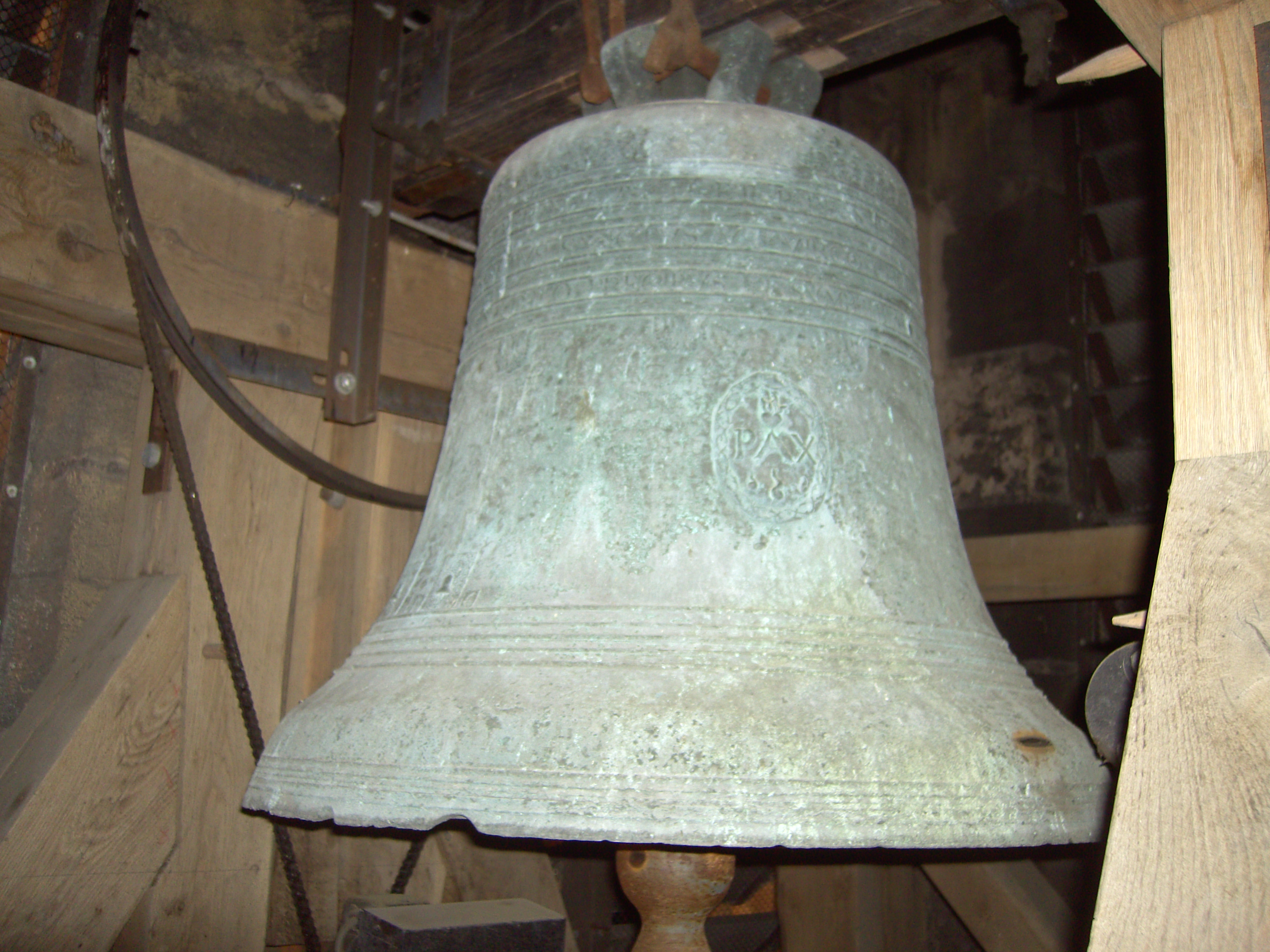
Une des trois cloches, clocher Sud.
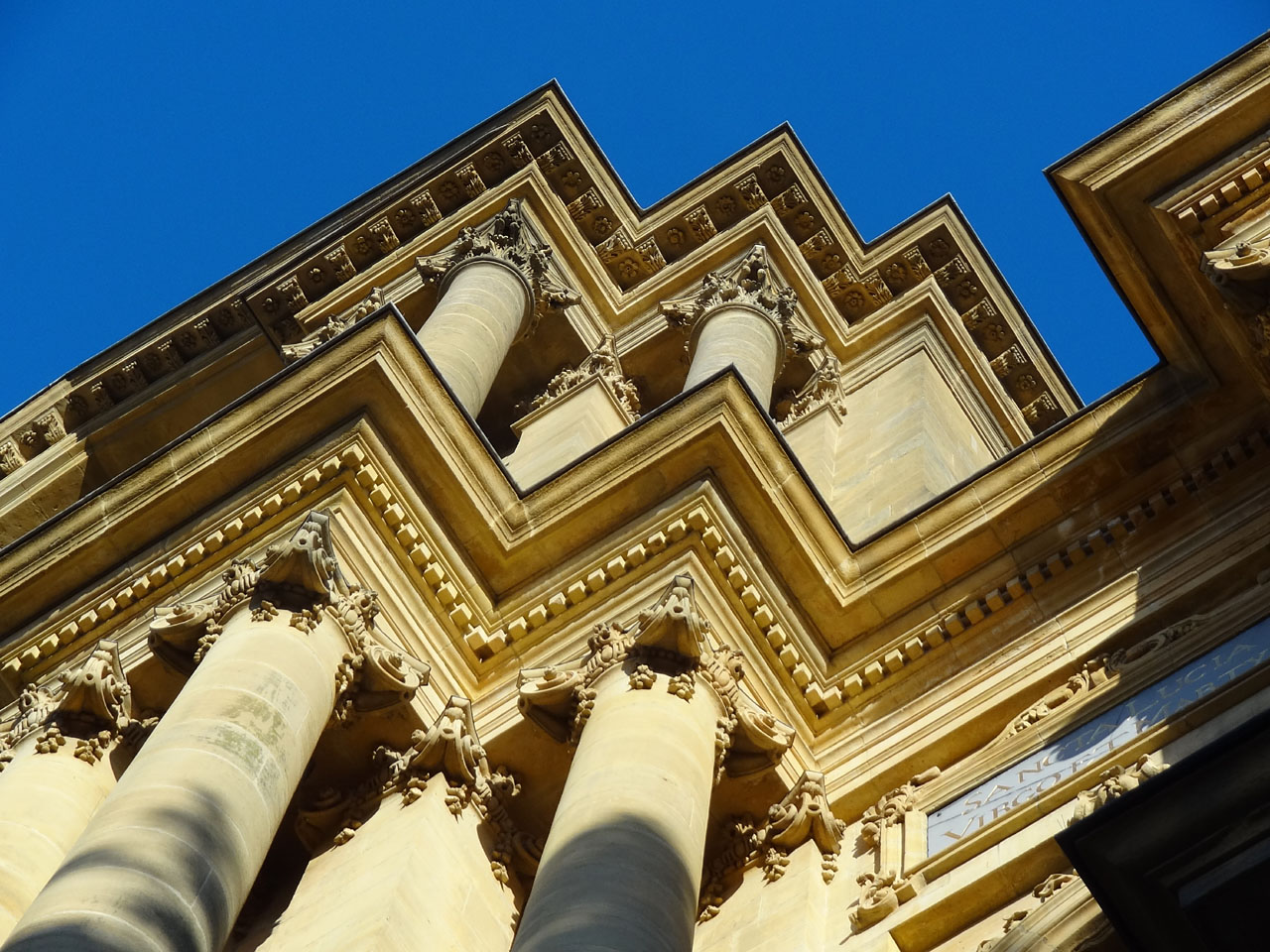
Détails de la façade classique.
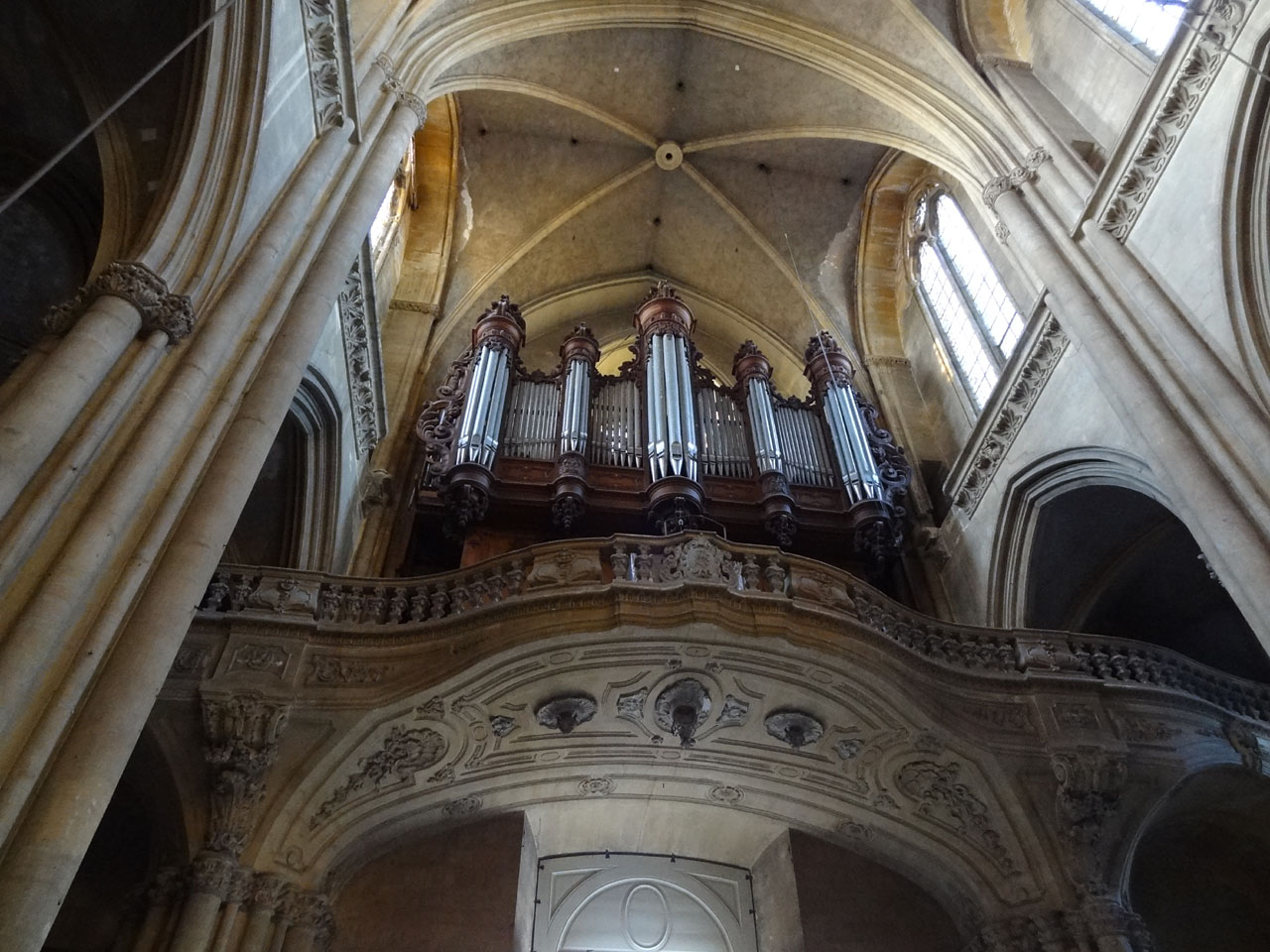
Orgue au-dessus du portail principal.
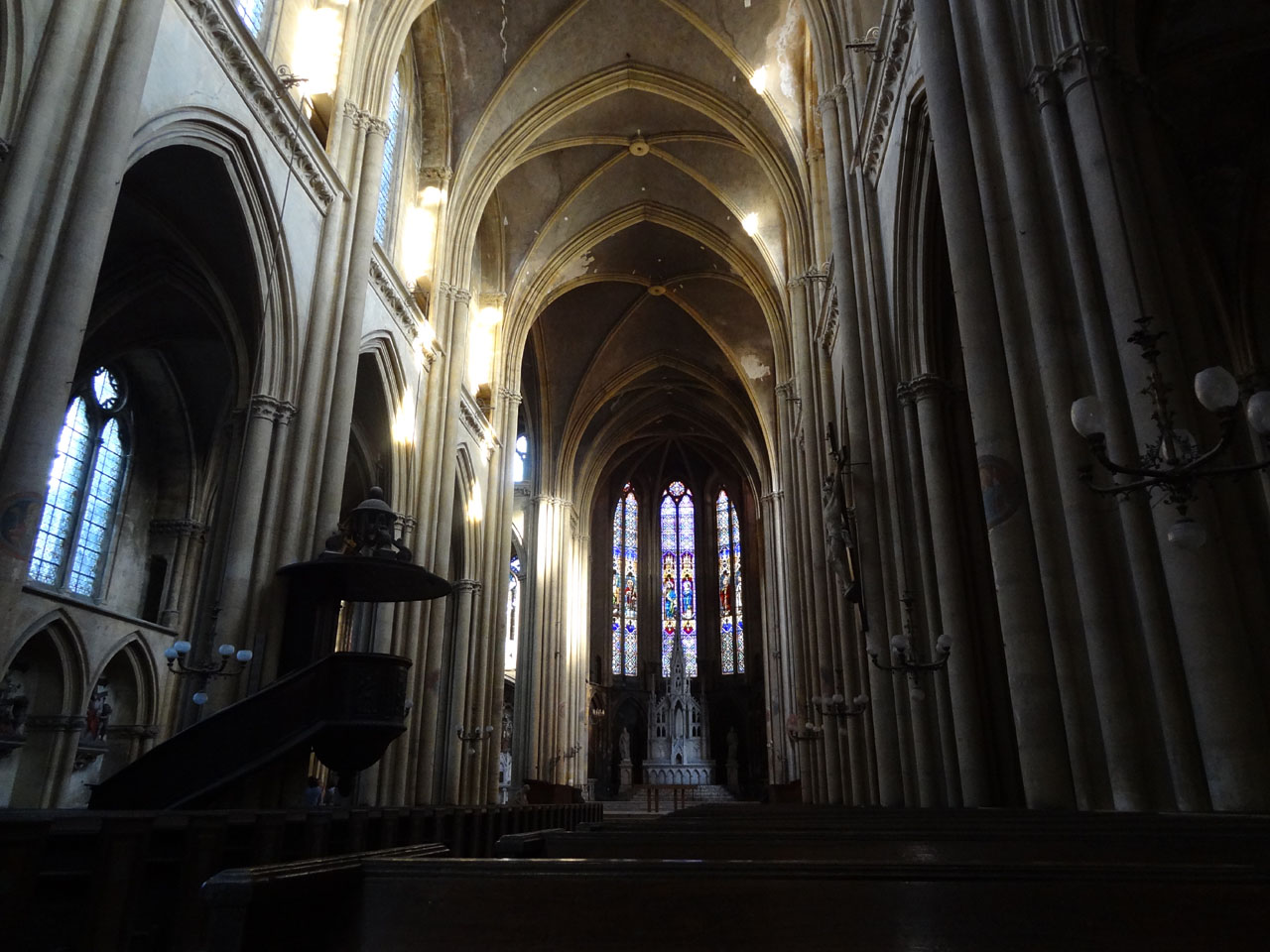
Nef de la basilique Saint-Vincent.
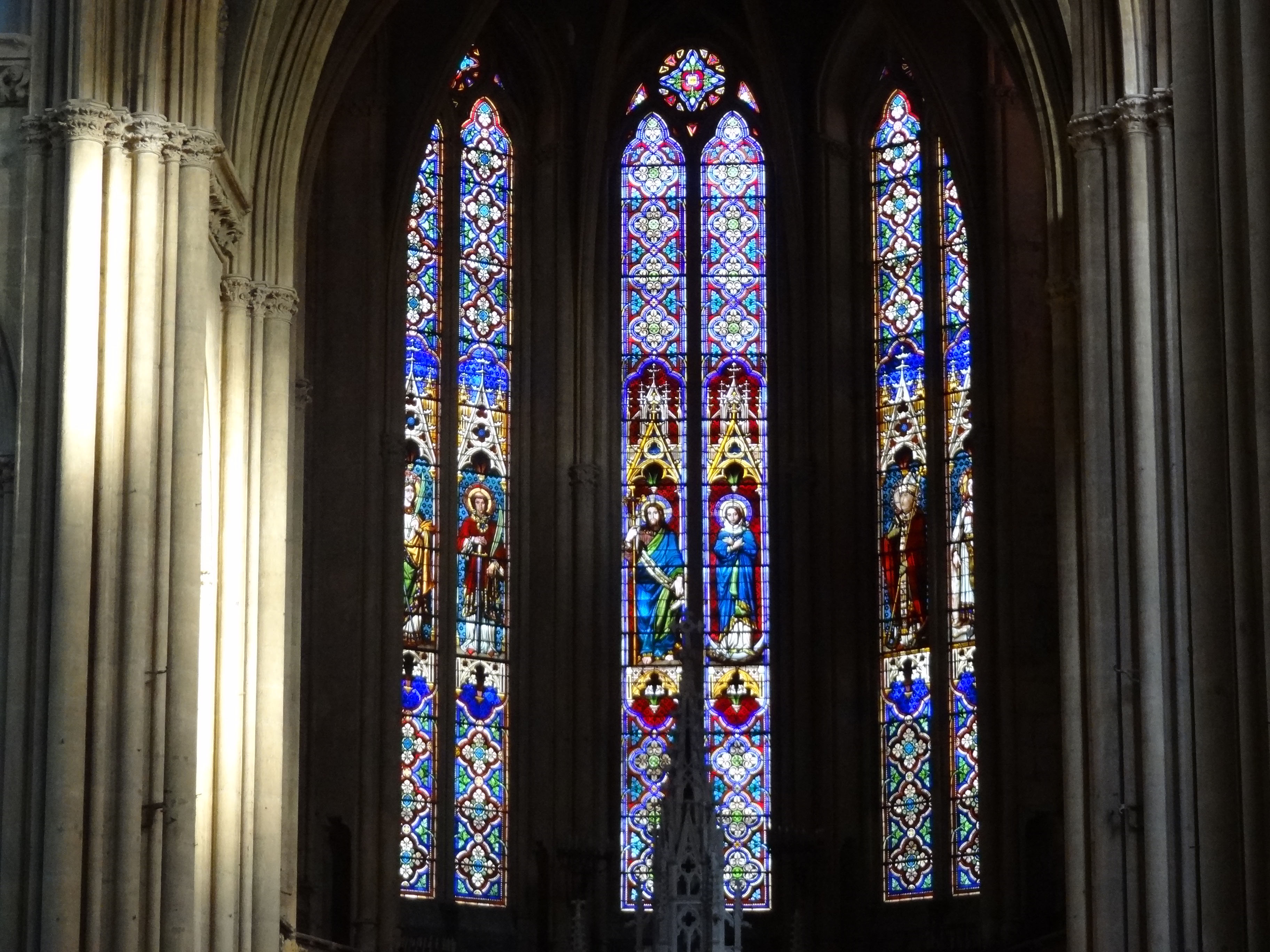
Vitraux du cœur.
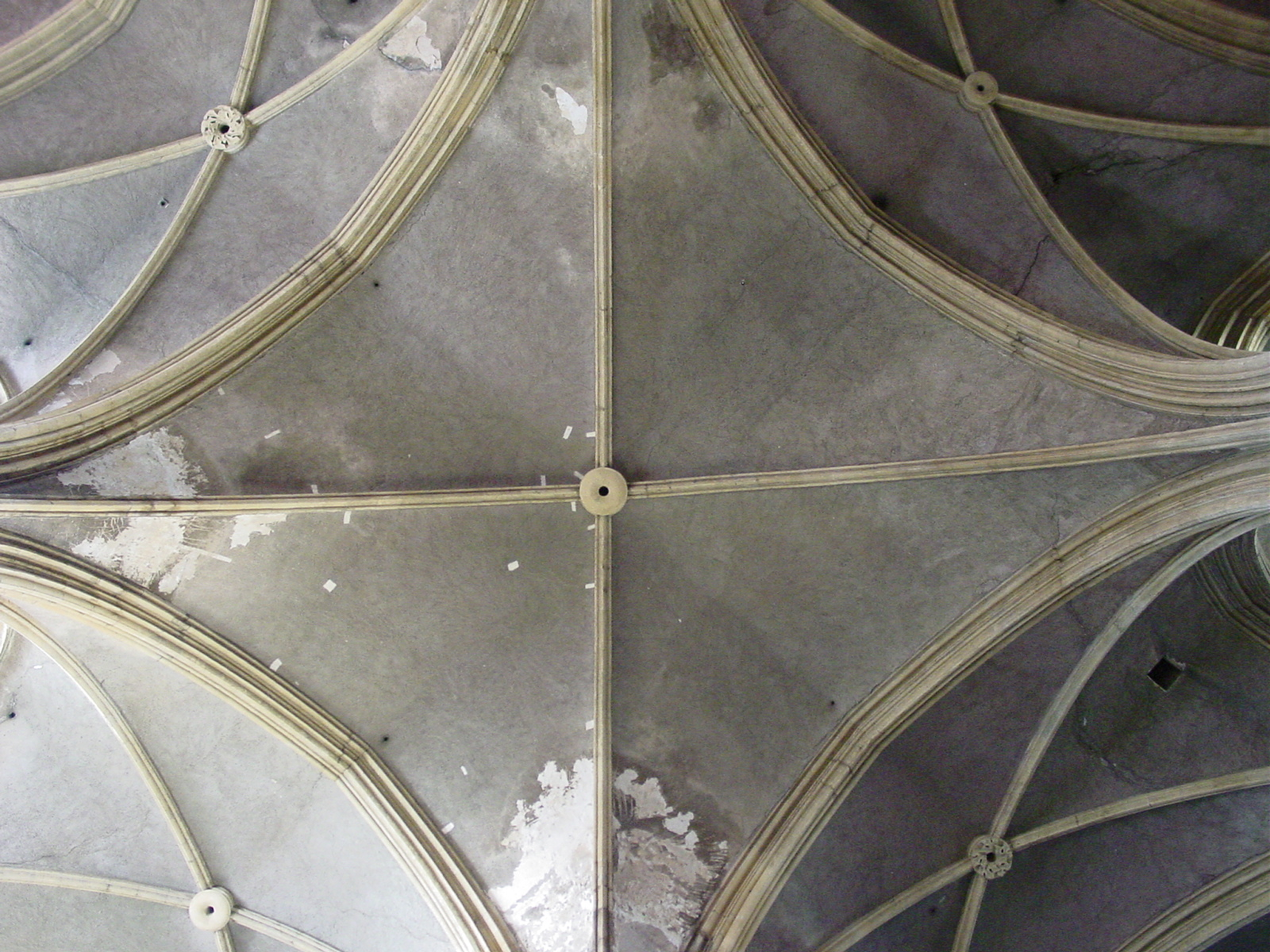
Voûtes de la croisée du transept, état en 2004.